# Gruppo Sportivo Banco di Roma 1981-1982
Questa voce raccoglie le informazioni riguardanti il Gruppo Sportivo Banco di Roma nelle competizioni ufficiali della stagione 1981-1982.

## Rosa
| N. |                   | Ruolo | Calciatore          |
| -- | ----------------- | ----- | ------------------- |
|    | Italia (bandiera) | C     | Leonardo Acori      |
|    | Italia (bandiera) | D     | Manlio Barraco      |
|    | Italia (bandiera) | C     | Cesare Bellocchi    |
|    | Italia (bandiera) | C     | Massimo Bianchi     |
|    | Italia (bandiera) | C     | Fernando Bianchini  |
|    | Italia (bandiera) | A     | Marco Bozzi         |
|    | Italia (bandiera) | C     | Franco Bratzu       |
|    | Italia (bandiera) | D     | Andrea Calce        |
|    | Italia (bandiera) | D     | Fabio Cardaio       |
|    | Italia (bandiera) | A     | Fiorenzo Castellani |
|    | Italia (bandiera) | C     | Sergio De Luca      |
|    | Italia (bandiera) | D     | Antonio Di Curzio   |

| N. |                   | Ruolo | Calciatore             |
| -- | ----------------- | ----- | ---------------------- |
|    | Italia (bandiera) | A     | Luigi Giordano         |
|    | Italia (bandiera) | P     | Igor Jankole           |
|    | Italia (bandiera) | A     | Giacomo La Rosa        |
|    | Italia (bandiera) | A     | Mauro La Salvia        |
|    | Italia (bandiera) | P     | Andrea Magnani         |
|    | Italia (bandiera) | D     | Fabio Massimo Marcucci |
|    | Italia (bandiera) | C     | Giulio Missiroli       |
|    | Italia (bandiera) | C     | Fabrizio Pinchi        |
|    | Italia (bandiera) | C     | Maurizio Raggi         |
|    | Italia (bandiera) | C     | Giovanni Rosati        |
|    | Italia (bandiera) | C     | Mauro Schiaramazza     |